# Clegg&Guttmann
Clegg & Guttmann è un duo di artisti composto da Michael Clegg (Dublino, 1957) e Martin Guttmann (Gerusalemme, 1957).
Si sono conosciuti a New York dove entrambi seguivano i corsi della School of Visual Arts (SVA) con Joseph Kosuth. La loro collaborazione è iniziata a partire dal 1980, quando erano ancora studenti. L'opera di Clegg&Guttmann comprende produzioni fotografiche e cinematografiche oltre a performance e installazioni anche di grandi dimensioni ed in spazi pubblici.
Loro lavori sono presenti in molte delle più importanti collezioni sia private che pubbliche del mondo.
Glegg&Guttmann vivono e lavorano principalmente tra New York, Berlino e Vienna. Michael Clegg è docente di fotografia presso l'Università Statale di Design di Karlsruhe.